# El evangelio de las maravillas
El evangelio de las maravillas és una pel·lícula mexicana dramàtica estrenada el 1998, dirigida per Arturo Ripstein i escrita per Paz Alicia Garciadiego.

## Sinopsi
Nueva Jerusalén és una congregació religiosa apinyada en un racó de la ciutat, liderada per papà Basilio i mamà Dorita. Els membres de la congregació estan esperant la segona vinguda de Crist. Mamà Dorita sent que arriba als últims anys de la seva vida i assenyala a Tomasa, una jove rebel i que s'aprofitarà de la situació, com la "triada" per a ser la nova mare de Crist. Fou exhibida a la secció Un Certain Regard al 51è Festival Internacional de Cinema de Canes.

## Actors
- Francisco Rabal interpreta a Papà Basilio.
- Katy Jurado interpreta a Mamà Dorita.
- Flor Edwarda Gurrola interpreta a Tomasa.
- Guillermo Iván interpreta a Pablo Centurión.
- Rafael Velasco interpreta a Mateo.

## Producció
La pel·lícula va ser editada per la video-artista Ximena Cuevas, filla de l'artista plàstic mexicà José Luis Cuevas. Les localitzacions i els sets construïts per a la filmació es van localitzar a San Francisco Notario (també anomenat San Diego Notario), al municipi de Huamantla, a l'Estat de Tlaxcala al centre de Mèxic. Fou el debut cinematogràfic de Flor Edwarda Gurrola.

## Premis i reconeixements
- En la XL edició dels Premis Ariel va rebre el Premi Ariel a la millor coactuació femenina, per Katy Jurado.
- Premi Mayahuel a la Millor Pel·lícula pel Jurat Internacional al Festival Internacional de Cinema de Guadalajara, per a Arturo Ripstein.